# Marina di Cecina
Marina di Cecina (ou Cecina Mare) est une frazione située sur la commune de Cecina, province de Livourne, en Toscane, Italie.

## Géographie
Le hameau est une station balnéaire située dans la Maremme sur la côte tyrrhénienne, près de l'embouchure de la rivière Cecina, à 42 km au sud de la ville de Livourne.

## Histoire
On parle d'une tour du XVIe siècle du grand-duché de Toscane qui fut ensuite incorporée à la Villa Ginori. En fait, la ville a été construite à l'origine par la volonté du marquis Carlo Ginori sur la gauche de l'embouchure de la rivière Cecina connue sous le nom de Bocca di Cecina, un hameau de la commune de Riparbella, sur des parcelles de sa propriété concédées en concession par le grand-duché de Toscane, où il permit l'établissement d'une petite colonie pour la bonification des terres de la Maremme et la pêche au corail.
La construction de la Villa Ginori remonte à 1740, conçue par Giovanni del Fantasia, à l'intérieur de laquelle une église a été construite ; en 1755, elle fut la première paroisse d'un territoire en pleine croissance : le domaine naissant de Fitto di Cecina (aujourd'hui Cecina), qui était un hameau de Bibbona. En 1785, une véritable église fut construite à l'extérieur de la villa et fut dédiée à Saint Joseph et confiée à l'Ordre des Minimes.
En 1855, la nouvelle ville qui se développa le long de la Via Aurelia commença à avoir de nombreux habitants, à tel point que Léopold II construisit une nouvelle église dédiée aux Saints Joseph et Léopold avec juridiction sur toute la zone, de sorte que l'église du hameau fut dépouillée de tout et rétrogradé en simple « Aumônerie ». L'importance du village balnéaire avait désormais disparu et la ville naissante de Cecina était une réalité.
Les premiers établissements balnéaires sont apparus vers la fin du XIXe siècle : en 1882, on a appris le début de certaines activités balnéaires, mais un véritable établissement a été ouvert en 1893. Dans les premières décennies du XXe siècle, il n'y avait que deux salles de bains et la ville se composait de quelques maisons regroupées autour de la Villa Ginori. En 1910, l'avenue qui reliait le hameau à Cecina fut inaugurée et en 1925 le service de tramway fut activé.
Dans la période qui a suivi la Seconde Guerre mondiale, avec le développement économique et touristique qui en a résulté, le hameau a acquis une importance considérable grâce à la construction de nouvelles maisons et villas principalement liées aux vacances, qui le liaient à la ville de Cecina. C'est ainsi qu'en 1955, le besoin d'avoir une église pour les nombreux paroissiens se fit à nouveau sentir : c'est pourquoi l'édifice sacré, maintenant seulement une chapelle, fut à nouveau consacré au titre de paroisse et fut dédié à l'apôtre saint André.

## Monuments
- Église Sant'Andrea Apostolo, église paroissiale[1]
- Villa Ginori (XVIIIe siècle)

## Zone protégée
- La Réserve naturelle du Tombolo de Cecina